# Matija Bahor
‎
Matija Bahor - Oskar, slovenski partizan (rudar), * 13. april 1903, Dragovanja vas, † 7. avgust 1971, Črnomelj.
Rodil se je v kmečki družini očetu Petru in materi Mariji (Deržaj).
Kot pripadnik Vzhodnodolenjskega odreda je bil eden izmed odposlancev, ki so se udeležili Zbora odposlancev slovenskega naroda v Kočevju.